# Вебер, Эрнст Генрих
Эрнст Генрих Ве́бер (нем. Ernst Heinrich Weber; 24 июня 1795[…], Виттенберг, курфюршество Саксония, Священная Римская империя[…] — 26 января 1878[…], Лейпциг, Королевство Саксония, Германская империя[…]) — немецкий психолог, физиолог и анатом, брат физика Вильгельма Вебера.
Член Германской академии естествоиспытателей «Леопольдина» (1858), иностранный член Лондонского королевского общества (1862), иностранный член-корреспондент Петербургской академии наук (1869).

## Биография
Образование получил в Лейпцигском университете, где с 1818 года был профессором по кафедре анатомии сравнительной, анатомии человека и физиологии.
Веберу принадлежат значительно подвинувшие вперёд науку работы по сравнительной и микроскопической анатомии, а также по истории развития животных и физиологии (механизм движения человека; локализация ощущений давления, температуры и места в человеческой коже), т.е посвящены проблемам чувствительности (главным образом кожной и мышечной).

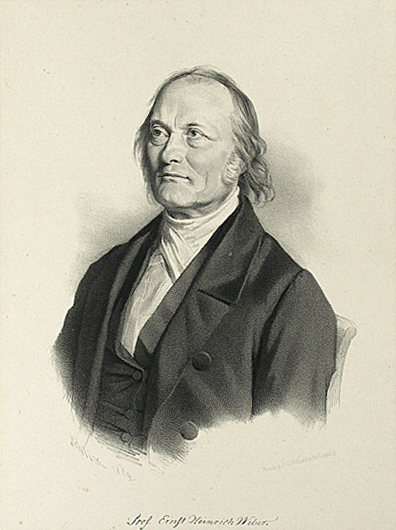
Эрнст Вебер (1839). Гравюра Густава Шлика

Разработав ряд методик и приборов для опытного изучения органов чувств (отдельные из них применяются и в начале XXI века, например «циркуль Вебера» для определения порога кожной чувствительности), Вебер определил наличие закономерных соотношений между силой воздействия внешних физических раздражителей и вызываемыми ими субъективными реакциями — ощущениями (что отражено в законе Вебера — Фехнера).
При помощи разработанного прибора — эстезиометра (циркуль Вебера) — проводил эксперименты для исследования  кожной чувствительности. Увеличивая расстояние между двумя точками соприкосновения прибора с кожей учёный определял при каком расстоянии стимуляция будет определяться как две отдельные точки. Вебер определил, что разные участки кожи имеют разную чувствительность. Так кончики пальцев разделяют точки соприкосновения при минимальном расстоянии, тогда как гораздо меньшей чувствительностью обладает поясничный отдел спины, где даже расстояние между точками соприкосновения равном 1,5 см часто не ощущается как разные точки.
Его именем назван «Веберов аппарат» — орган чувств некоторых рыб, позволяющий им судить о степени наполнения их плавательного пузыря газом.
Работы учёного положили начало психофизике и экспериментальной психологии.
1845 — с братом Эдуардом Вебером открыл тормозящее влияние блуждающего нерва на деятельность сердца, что положило начало представлениям о торможении как особом физиологическом явлении.
Являясь сторонником естественнонаучного объяснения психических взаимодействий, Вебер критиковал принцип «специфической энергии органов чувств», отрицающий зависимость психических актов от внешних раздражителей.